# Бели Стрелац
Бели Стрелац (фр. L'Archer Blanc) објављиван је у Политикином Забавнику као један од средишњих стрипова. Писао га је Франсоа Кортеђани а цртао Жан-Ив Митон. Први пут је објављен 1987. у Француској. У неодређеном свету и времену, маскирани суперјунак носи магични лук и штити становнике града Шервуда од тиранина Кловоса и његових помоћника. Белом Стрелцу помажу многи пријатељи, нарочито стари научник Арко, дечак Торк и Торков отац.

## Политикин Забавник
Политикин Забавник је издао првих десет епизода током 1990. године, мада само у црно-белом цртежу иако је изворник у боји.
| Епизода             | Објављена   | У броју Забавника |
| ------------------- | ----------- | ----------------- |
| Повратак            | 9. марта    | 1993              |
| Кристални кавез     | 16. марта   | 1994              |
| Циркус              | 23. марта   | 1995              |
| Издајник            | 18. маја    | 2003              |
| Магични лук         | 25. маја    | 2004              |
| Око које све види   | 1. јуна     | 2005              |
| Челична војска      | 24. августа | 2017              |
| Подземно краљевство | 31. августа | 2018              |
| Јаргова сумња       | 2. новембра | 2027              |
| Таоци               | 9. новембра | 2028              |

## Француски албуми
- 1. том: Повратак (1998)
- 2. том: Магични лук (1998)

## Француски издавачи
- : 1. и 2. том (прва издања).